# Baltoslavenski jezici
Baltoslavenski jezici jesu jezici baltoslavenske jezične zajednice koja je postojala od 1500. do 1300. godine pr. Kr. i tada se raspala na dvije zasebne zajednice: prabaltičku i praslavensku jezičnu zajednicu. Vrijeme njezina trajanja i prostor koji je zauzimala nisu u znanosti precizno utvrđeni. U toj se zajednici začinje niz jezičnih promjena karakterističnih za daljnji razvoj slavenskih jezika. Baltoslavenskoj jezičnoj zajednici pripadaju sljedeći jezici:
Slavenski jezici baltoslavenske jezične zajednice:
- češki jezik
- slovački jezik
- lužičkosrpski jezici
- lehitski jezici ili lehički
- polapski jezik
- kašupski jezik
- poljski jezik
- slovinski jezik
- ruski jezik
- bjeloruski jezik
- ukrajinski jezik
- rusinski jezik
- suržik - međujezik u Ukrajini
- trasjanka - međujezik u Bjelorusiji
- slovenski jezik
- hrvatski jezik
- bošnjački jezik
- srpski jezik
- crnogorski jezik
- bugarski jezik
- makedonski jezik

Baltički jezici baltoslavenske jezične zajednice:
- Litvanski jezik
- Latvijski jezik
- Pruski jezik

## Vanjske poveznice
- Kako su nastali jezici kojima se danas govori u Europi?